# Spilosoma formosana
Spilosoma formosana là một loài bướm đêm thuộc phân họ Arctiinae, họ Erebidae.